# زره
وسیله‌ای است که افراد شرکت‌کننده در جنگ‌های تن به تن، آن را می‌پوشند؛ تا از ضربه‌های دشمن مَصون(درامان) باشند. یا زره پوش مستحکم از فلز و دیگر اشیا سخت می‌باشند که نمی‌گذارد به بدن انسان و یا سایر وسایل و وسایط صدمه برساند. زره‌ها از دیرباز در خدمت نیروهای جنگی بوده‌اند و چرم، فلز، چوب، ابریشم و حتی دندان کوسه در ساخت آن‌ها به کار گرفته شده‌است. از گونه‌های آن می‌توان گبر، زره نواری، زره پاد تیر و زره ابریشمین را نام برد. مغولان آمیزه‌ای از گبر و جامهٔ ابریشمی را به کار می‌بردند که سبک و محافظ خوبی در برابر تیر بود. از زره‌های کارآمد دیگر می‌توان زره ابریشمین سواران آق قویونلو را نام برد که به اندازه‌ای کلفت بود که تبر هم نمی‌توانست به آن آسیبی برساند . امروزه بیشتر از از زره‌های ضد گلوله و پلاستیکی استفاده می‌شود و کاربرد آن نسبت به گذشته کمتر شده‌است.

## انواع زره
گبر یا خفتان: زرهی که از زنجیر ساخته می‌شود و در گذشته به دلیل سبکی و انعطاف‌پذیری کاربرد فراوان داشته‌ است.

زره نواری: زرهی که از نوارهای چفت شدهٔ فلزی ساخته می‌شود و از گبر مقاومتر است.

زره پاد تیر: زرهی که دارای برجستگی‌های مربعی شکل فلزی است تا از نفوذ تیر جلوگیری کند.

زره ابریشمین: پارچه‌ای کلفت ابریشم که خود یک زره نیرومند است و مقاومت بسیار خوبی دارد.

## نگارخانه

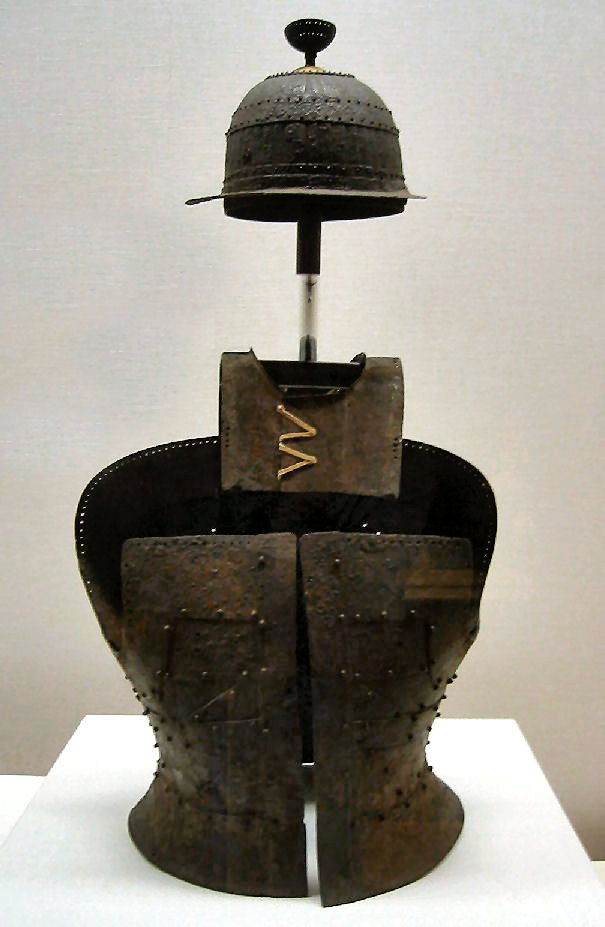
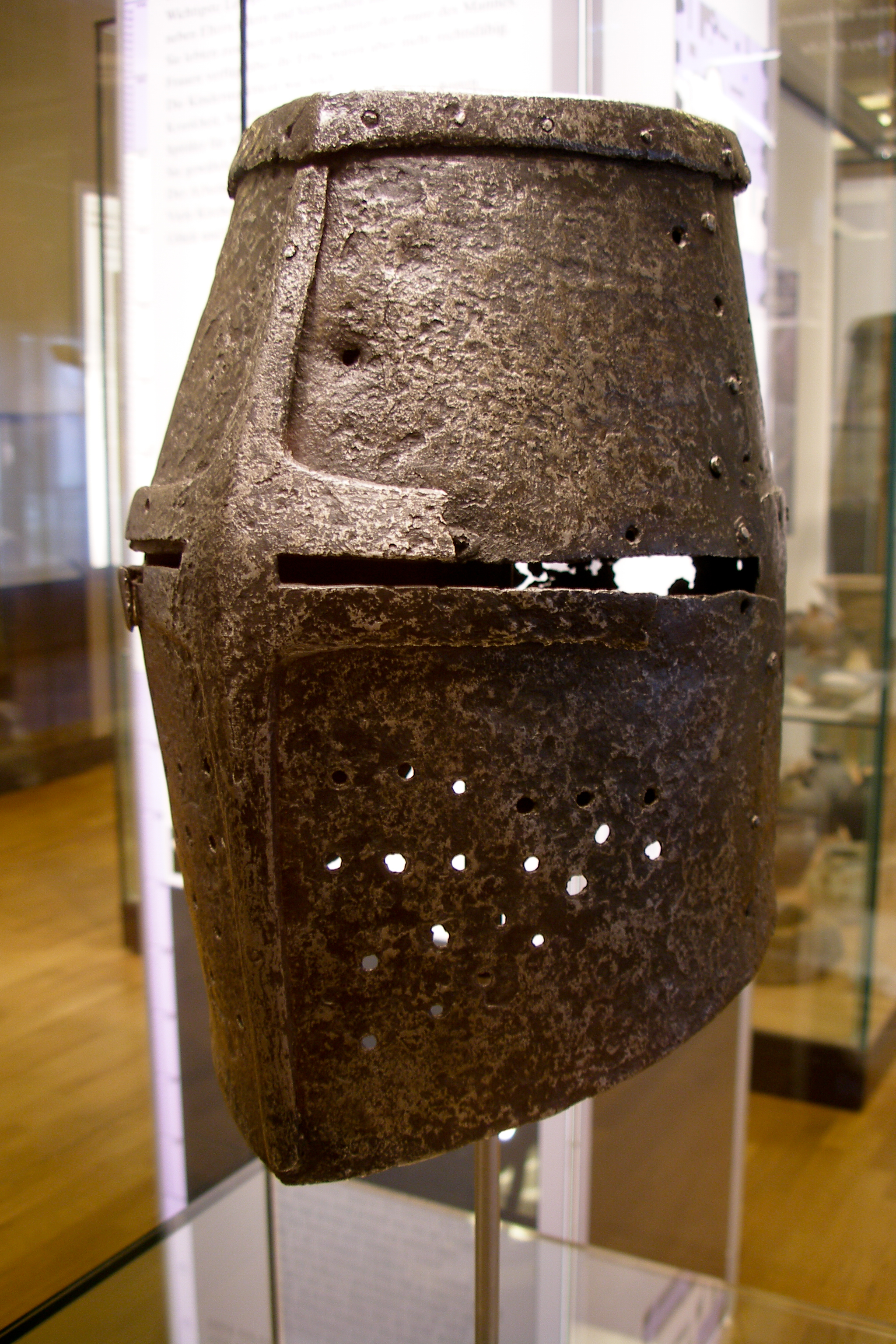
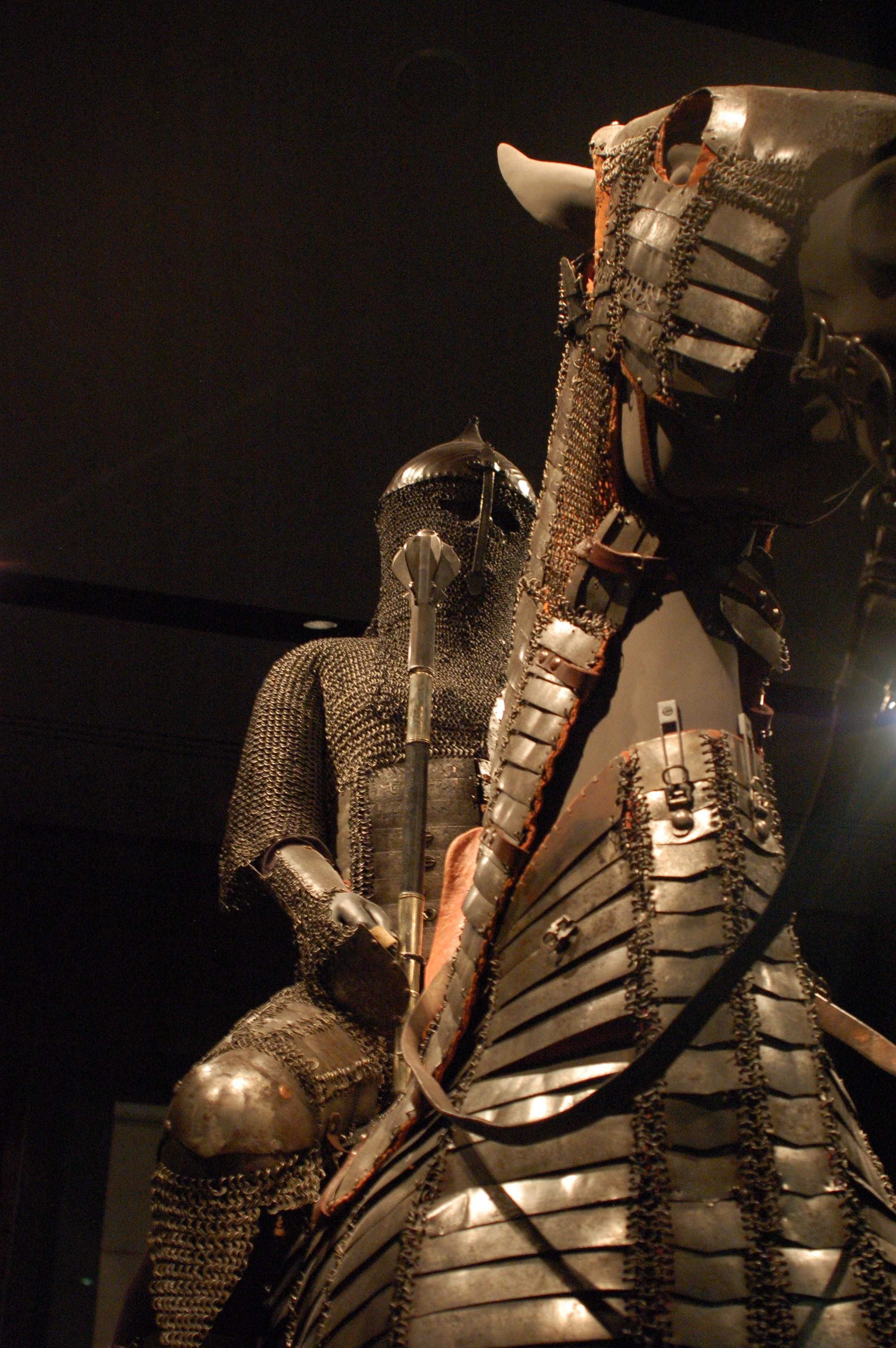
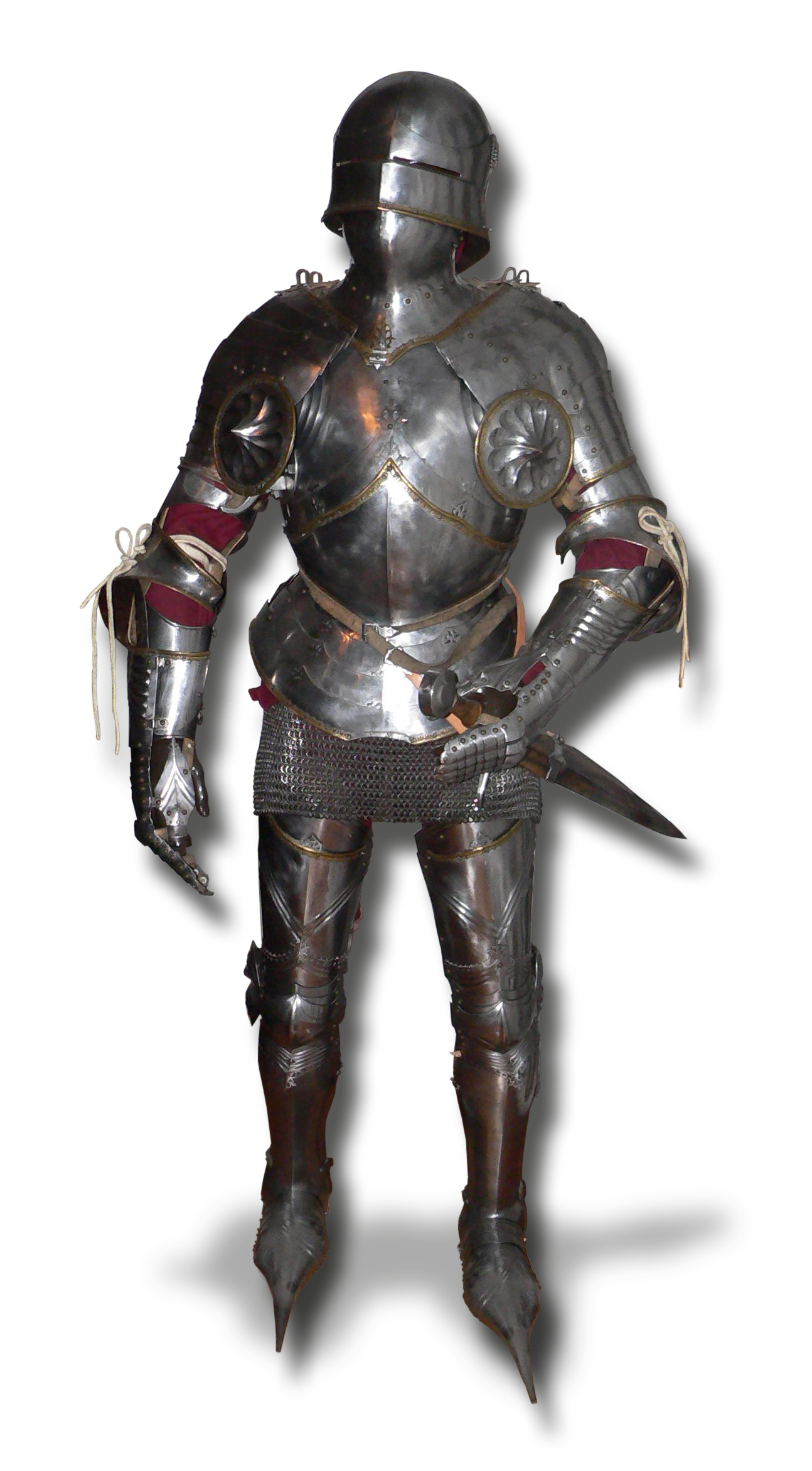
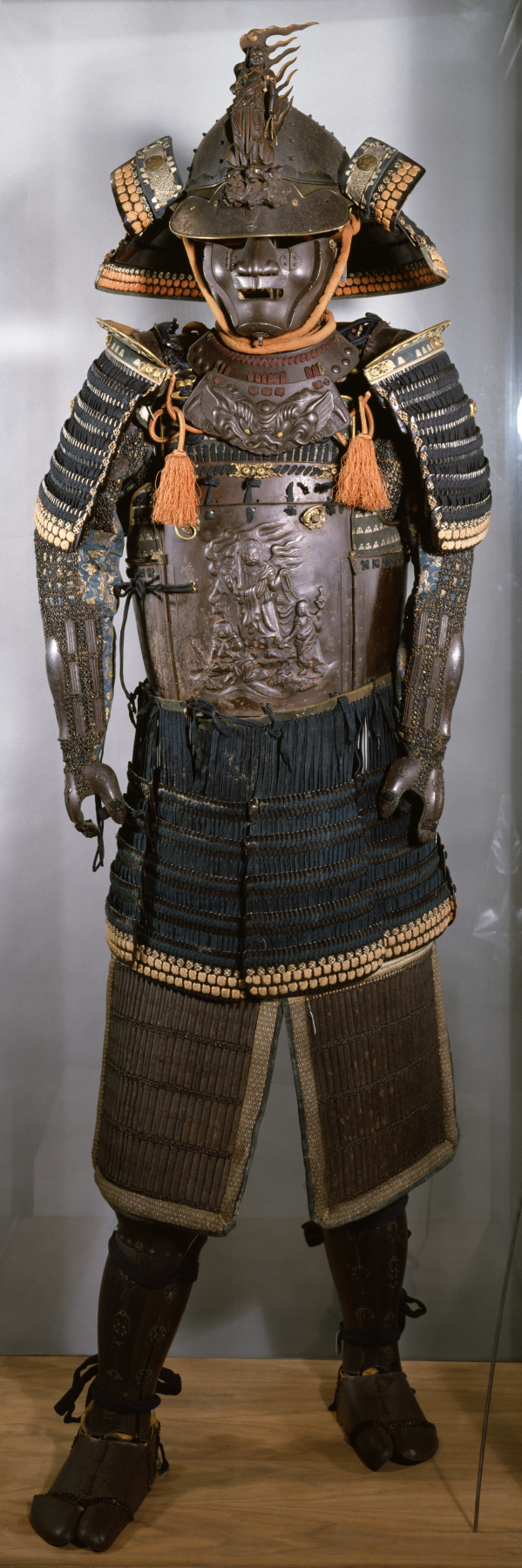
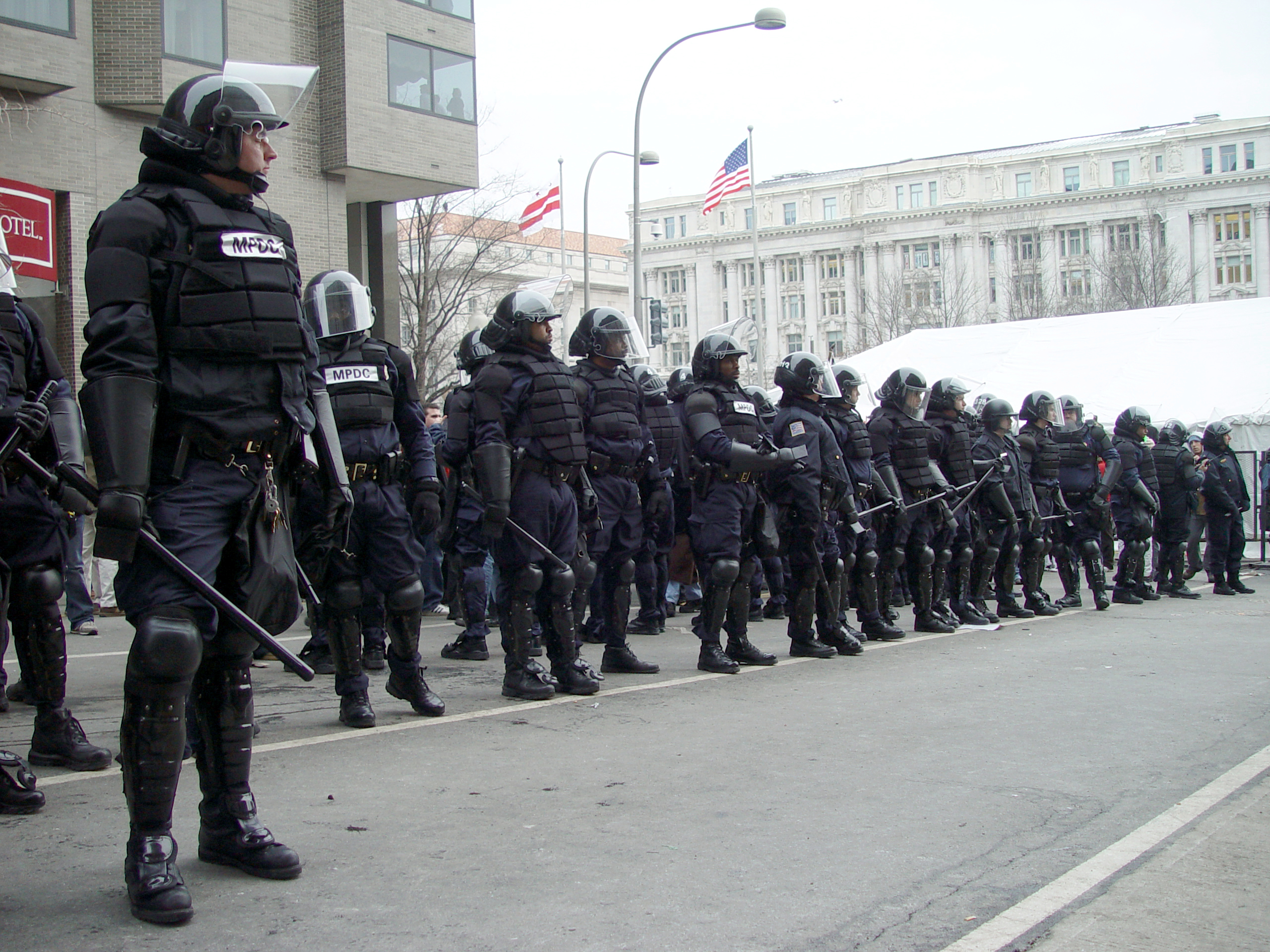